# Снегурочка (фильм, 1968)
«Снегурочка» — советский полнометражный цветной фильм-сказка, поставленный на Киностудии «Ленфильм» в 1968 году режиссёром Павлом Кадочниковым по одноимённой пьесе А. Н. Островского из цикла «Весенние сказки».
Фильм снимался на реке Мера и в окрестностях имения А. Н. Островского Щелыково. После съёмок декорации перевезли в Кострому.
Фильм вышел на экраны СССР 28 апреля 1970 года. Посвящён 150-летию со дня рождения Александра Островского, о чём говорится в самом начале картины.

## Краткое содержание
В деревне берендеев появляется девушка, наделённая красотой, но не чувствами.
На Снегурочку засматриваются все молодые парни, только сердце её холодно, даже сладкоголосому Лелю не под силу пробудить в Снегурочке любовь. Снегурочка скупа на ласку.
Купава и Мизгирь — жених с невестой, они идут на праздник, зовут с собой Купавиных подружек. Мизгирь, увидев Снегурочку, предлагает Купаве идти на праздник без него. Мизгирь прилюдно объявляет о погасшей к Купаве любви. На упрёк берендеев в непостоянстве Мизгирь отвечает: «К чему слова? Для сердца нет указки. Купаву я любил, теперь люблю другую. Снегурочку».
На общем собрании берендеев царь определяет срок: кто сумеет добиться любви Снегурочки к утру перед восходом Ярило-солнца, тому и быть её мужем. Девушки-берендейки с парнями-берендейцами тоже составляют пары и приходят к Ярилу и на показ людям и царю. Лель выбрал Купаву, сравнял её, забытую, со всеми.
Снегурочка просит мать-Весну дать ей любви девичьей. И в Снегурочке просыпается любовь к Мизгирю. Вдвоём они пришли к Ярилу, но солнце погубило Снегурочку — на рассвете она растаяла.

## В ролях
- Евгения Филонова — Снегурочка
- Евгений Жариков — Лель
- Ирина Губанова — Купава
- Борис Химичев — Мизгирь
- Павел Кадочников — царь Берендей
- Сергей Филиппов — Бермята
- Андрей Апсолон — бобыль Бакула
- Любовь Малиновская — Бобылиха
- Валентина Пугачёва — Радушка
- Валерий Малышев — Брусило
- Светлана Агаджанова — Малуша (в титрах — Светлана Онучкина)
- Геннадий Нилов — Курилка
- Людмила Безуглая — Заряна
- Степан Крылов — Мураш (роль озвучил — Ефим Копелян)
- Игорь Боголюбов — отец Заряны
- Наталья Климова — Весна
- Пётр Никашин — Мороз
- Владимир Васильев, Яков Гудкин — приспешники
- Владимир Костин — друг Мизгиря

В нескольких массовых сценах снялась Ольга Черникова — праправнучка Александра Островского.

## Съёмочная группа
- Авторы сценария — Д. Дэль, Павел Кадочников
- Постановка — Павла Кадочникова
- Главный оператор — Александр Чиров
- Главный художник — Алексей Федотов
- Режиссёр — А. Апсолон
- Композитор — Владислав Кладницкий

В фильме Лель — персонаж актёра Евгения Жарикова — поёт голосом Виргилиуса Норейки.